# Fearow
Fearow is een Vliegende Pokémon levend in de regio Kanto, hij is de  evolutie van Spearow.
Hij staat bekend als de Snavel pokémon, zijn eigenschap Keen Eye zorgt ervoor dat Fearow geen nauwkeurigheid kan verliezen.
In Pokémon Stadium 2 heeft Gym Leider Falkner een Fearow, met de aanvallen Drill Peck, Swift, Mirror Move en Mud-Slap.

## Biologie

### Fysiologie
Fearow is een grote, voornamelijk bruine vogel Pokémon met een gierachtige nek en brede, krachtige vleugels. Hij heeft een lange, puntige roze bek en een decoratieve rode kam bovenop zijn hoofd. Zijn intens kijkende ogen hebben zeer kleine pupillen en lijken geen gekleurde irissen te hebben. Hij heeft ruige veren aan de basis van zijn nek en in een vaag kapachtig patroon die het bovenste deel van zijn vleugels bedekken. De kap en de uiteinden van zijn roomkleurig. Zijn scherpe klauwen zijn ook roze, en hebben drie tenen naar voren gericht en één naar achter.

#### Verschillen in geslacht
Geen. De verdeling mannelijk/vrouwelijk is 50/50.

#### Speciale eigenschappen
Fearow heeft een lange, scherpe bek, waardoor ze krachtige aanvallen zoals Drill Peck en Fury Attack kunnen uitvoeren. Zoals de meeste vogel Pokémon kan Fearow veel lucht- en windaanvallen. Ze kunnen ook zeer snel en elegant vliegen wanneer ze gevaar waarnemen. Deze vogel heeft een stevig uithoudingsvermogen, waardoor ze voor een hele dag kunnen vliegen zonder te moeten rusten.

### Gedrag
Fearow bouwt zijn nest op hoog verheven gebieden; ze worden vaak gezien op de pieken van rotsen dichtbij ravijnen. Zeer hoge bomen kunnen ook mogelijke locaties vormen voor hun nesten. Ze zijn zeer territoriaal en worden snel nijdig, ze zullen iedereen die te dicht bij hun nest komt aanvallen.

### Habitat
Fearow leeft van nature op onvruchtbare gronden bestaande uit ruige grond, zoals verlaten woestenij en velden. Zijn natuurlijk gebied strekt zich uit in Kanto, Johto en Sinnoh.

### Dieet
Fearow zijn kwaadaardige predatoren en schieten neer vanuit de lucht om hun prooi te vangen en naar hun nest te nemen. Ze eten vooral insecten en knaagdieren, en vermijden het liefst alle soorten planten. Omdat Fearow gekend is Pichu, Pikachu en Pidgey aan te vallen, wordt verondersteld dat ze kunnen jagen op deze Pokémon. Fearow eet ook Pokémon eten.